# 日本大学第二中学校・高等学校
日本大学第二中学校・高等学校（にほんだいがくだいにちゅうがっこう・こうとうがっこう）は、東京都杉並区天沼一丁目にある男女共学の私立中学校・高等学校。中高一貫制。設置者は「学校法人 日本大学第二学園」。
略称は「日大二中・日大二高」、「日大二」（部活動で用いる略称）、「日大二校」（中学校・高等学校を合わせた略称）、「日二」（在校生・卒業生が用いる略称）。

## 概要
日本大学特別付属校として運営されており、「学校法人 日本大学第二学園」が「学校法人日本大学」と契約し日本大学系列校になっている。
日本大学系列校の中では偏差値66と高めであり、進学校として位置づけられ、年度にもよるが3割から4割が内部進学で日本大学へ進学、残りは他大学へと進学している。
伝統的に自由な校風を持ち、体育大会・文化祭など生徒が中心となって行う。
学生服は1996年（中学校）から1997年（高等学校）の共学化に伴い、男女共に茶色ベースのブレザーを採用していたが（夏服・冬服で異なる）100周年を記念して2024年に中高、男女共に一新。グレーのブレザーにチェックのスラックス（男子）スカート、スラックス（女子）カラーが選べるセーターなど。夏服にはポロシャツも採用。
あだち充の代表作『タッチ』で、主人公の上杉達也や浅倉南らが在籍する『明青学園』のモデルとして知られる（作中で描かれている学生服も当校の物を参考にしている）。
校舎は杉並区天沼の閑静な住宅街に所在し、校内の銀杏並木（画像参照）は杉並区の保護樹林に指定されている。
教育理念は「信頼敬愛」「自主共同」「熱誠努力」。

## 主な校舎・施設
以下は公式サイトによる。

### 校舎
中学、高校、芸術、理科の4つの校舎を有する。

### グラウンド
学校敷地内に人工芝グラウンドがある。
他に日大二高立川グラウンド（東京都立川市柏町4-29-9）を持つ。硬式野球部がそこで活動している。

## 沿革
日本大学『日本大学百年史』第2巻 p.345 - 349、第3巻 p.586 - 589の一部による。
- 1926年 - 校舎建築開始。
- 1927年 - 旧制・日本大学第二中学校開校。
- 1928年 - 旧制・日本大学第二商業学校（夜間4年制の甲種実業学校）開校。銀杏並木を植樹。
- 1932年 - 日大二商に昼間5年制の第一本科（甲種実業学校）を開設。従来の夜間部は第二本科に改称。 戦前の日大組織内では、二中と二商は「第二普通部」としてまとめられていた。
- 1944年 - 戦時統制により商業学校の募集を停止、日本大学第二工業学校に転換（翌年商業学校に復帰）。
- 1946年 - 日大から経営部門を分離する形で、財団法人日本第二学園が設立。日大二中は日本第二中学校、日大二商は日本第二商業学校に改称。
- 1947年 - 学制改革により新制・日本第二中学校が開校。
- 1948年 - 学制改革により新制・日本大学第二高等学校が開校。旧制・日大二商第二本科は新制高校の夜間4年制として継続。新制中学校も日本大学第二中学校に改称。
- 1949年 - 近隣にあった敷島女子中・高を吸収合併し、中高の女子部に改組。学園歌発表。校訓三則、色別学年章制定。
- 1950年 - 私立学校法に基づき学校法人日本第二学園に改組。
- 1953年 - 木造2階建て女子部校舎完成（現在の武道館の場所）。
- 1955年 - 体育祭で二高音頭が始まる。現在も高3の最後の締めくくりとして行われている。
- 1956年 - 西館鉄筋校舎完成。陸上競技部高校総体全国優勝。
- 1959年 - 野球部甲子園春夏連続出場。また、秋の国体初優勝。
- 1961年 - 本館男子部鉄筋校舎完成。
- 1963年 - 新制高校夜間4年制閉校。立川グラウンド造成。主に、野球部、ラグビー部が利用。
- 1964年 - 女子部鉄筋校舎完成。庭園を造成。荻窪の都電が廃止になり、線路の敷石が銀杏並木の並木道に移設された。この敷石は、2007年現在も南門側に現存している。
- 1966年 - 水泳プール（25m×9コース）、図書館棟（食堂1階、図書室2階、視聴覚室3階）、講堂兼体育館・地下体育館完成。
- 1969年 - 長野県志賀高原寮完成。
- 1973年 - 第一中・高、第三中・高と共に、「特別付属校」としての地位を確立する。
- 1976年 - 芸術校舎完成。
- 1982年 - 硬式野球部、夏の甲子園大会に出場（4年ぶり4回目）。
- 1983年 - 中学校舎完成。
- 1985年 - 理科校舎完成。1Fが生物、2Fが物理、3Fが化学、それぞれの実験室となっている。
- 1986年 - 武道館完成。 1Fが剣道場・トレーニングルーム、2Fが柔道場となっている。
- 1996年 - 中学部共学化に伴い、中学女子募集再開。創立70周年。
- 1997年 - 本館・新校舎完成。高校一斉に共学化。
- 2000年 - 卒業生総数35,753名。法人名を学校法人日本大学第二学園に変更。
- 2001年 - 21世紀初めの同窓生の集い21年ぶりに二高で開催。卒業生総数36,266名に。
- 2006年 - 創立80周年。
- 2007年 - 夏休みを利用して中校舎、体育館、図書館棟などを耐震補強工事、グリーンロード建設。その間、周辺の小学校などの協力を得て部活動などを行った。
- 2008年 - 立川グランドに、新棟完成。主に、硬式野球部・ラグビー部使用
- 2009年 - 硬式野球部は夏の西東京大会決勝で兄弟校・日大三高と対戦、準優勝となり27年ぶりの甲子園出場を逃す。
- 2014年 - 校庭が人工芝化される。
- 2015年 - 新中学校舎と新図書館が完成。
- 2016年 - 創立90周年。

## 年間行事
- 4月 - 入学式・始業式・日大標準学力試験（高校部）
- 5月 - 教育実習・中間試験
- 6月 - 中3修学旅行・高校体育大会
- 7月 - 期末試験・終業式・中1林間学校・中2勉強合宿
- 9月 - 始業式・基礎学力到達度テスト
- 10月 - 高2修学旅行・中学体育大会・中間試験・創立記念日
- 11月 - 文化祭・中学部校外学習日
- 12月 - 期末試験・終業式
- 1月 - 始業式・全校実力試験・高校推薦入試
- 2月 - 入学試験・マラソン大会・中学弁論大会
- 3月 - 学年末試験・卒業式・修了式

## 部活動一覧
部活動は以下に示す文化系・運動系から成る。
近年では演劇部が海外招待公演を行った。またチアダンス部が全国大会で好成績を残している。

### 文化部系
- 囲碁将棋部
- 英語部
- 演劇部
- 化学部
- 家庭部
- 華道部
- 茶道部
- 社会部
- 写真部
- 書道部
- 吹奏楽部
- 生物部
- 釣り部
- 美術部
- フォークソング部(高校生のみ)
- 物理パソコン部
- 文芸部
- 放送部
- 漫画イラスト研究部
- 美術部

### 運動部系
- アメリカンフットボール部(高校生のみ)
- 剣道部
- 硬式野球部(高校生のみ)
- 中学サッカー部(中学生のみ)
- 高校サッカー部(高校生のみ)
- 柔道部
- 少林寺拳法部(高校生のみ)
- 水泳部
- スキー部
- 卓球部
- チアダンス部(高校生のみ)
- ダンス部(高校生のみ)
- 中学テニス部(中学生のみ)
- 高校テニス部(高校生のみ)
- 軟式野球部(中学生のみ)
- 中学バスケットボール部(中学生のみ)
- 高校バスケットボール部(高校生のみ)
- バドミントン部
- バレーボール部
- ハンドボール部(高校生のみ)
- ラグビー部
- 陸上競技部
- ワンダーフォーゲル部

## 同好会をつくる会
同好会をつくる会は部活動の前身組織である。
学校長の承認を経て組織され、活動4年で部活動への昇格資格を得る。部費が支給されないなど部活動とは区別される。
現在、2団体が同好会をつくる会として活動している。

### 文化部系
- 合唱同好会をつくる会(2007年～)

### 運動部系
- ダンス同好会(来年度[いつ?]から部活に昇進)

## 主な出身者

### 政治
- 世耕政隆（元衆議院議員、元自治大臣、元日本大学医学部教授、元近畿大学総長・理事長）
- 山口泰明（自由民主党・前衆議院議員）
- 島村大（自由民主党・元参議院議員）
- 大島九州男（れいわ新選組・参議院議員）

### 経済・学術
- 大平貴之（プラネタリウム設計者）…物理部所属、2005年に本校で自身のプラネタリウムを披露。
- 大村政男（心理学者、日本大学名誉教授）
- 高山忠利（肝臓外科医、日本大学医学部教授）
- 次原悦子（サニーサイドアップ社長）
- 三宅俊彦（鉄道研究家）

### 行政
- 奥山宏二（元東京都下水道局長、多摩都市モノレール社長）

### 芸術
- 荒俣宏（小説家、博物学者）
- ねじめ正一（詩人、小説家）
- 桐山襲（小説家）
- 亀倉雄策（グラフィックデザイナー）
- 沢渡朔（写真家）
- ホンマタカシ（写真家）
- 萩原英雄（画家）
- 板井れんたろう（漫画家）
- 中園ミホ（脚本家）
- 深田晃司（映画監督）
- 川崎春彦（画家）
- 岡村浩太（小説家）
- 市原宏祐（音楽家）

### スポーツ
- 柴田勝治（元日本オリンピック委員会（JOC）委員長）
- 妻島芳郎（元プロ野球選手、毎日大映オリオンズ）
- 金博昭（元プロ野球選手、中日ドラゴンズ）
- 井上善夫（元プロ野球選手、西鉄ライオンズ、読売ジャイアンツ、広島東洋カープ）
- 五十嵐信一（元プロ野球選手、日本ハムファイターズ）
- 相馬勝也（元プロ野球選手、西武ライオンズ）
- 渡辺英昭（元プロ野球選手、千葉ロッテマリーンズ）
- 川尻哲郎（元プロ野球選手、阪神タイガース、大阪近鉄バファローズ、東北楽天ゴールデンイーグルス、元群馬ダイヤモンドペガサス監督）
- 川口泰直（元プロ野球選手、読売ジャイアンツ）
- 原正俊（元プロ野球選手、帝京高校から転校、読売ジャイアンツ）
- 池田豪（元プロ野球選手、アメリカ独立リーグ）
- 龍啓之助（元ラグビー選手、整形外科医師）
- 太田哲也（カーレーサー）
- 村田達哉（元プロサッカー選手・DF）
- キローラン裕人（元プロサッカー選手・東京ヴェルディDF）
- 瀬川祐輔（プロサッカー選手・柏レイソルMF）
- 飯島健二郎（元プロトライアスリート、元トライアスロン日本代表監督）
- 樫木祥子（自転車ロードレース選手）

### 芸能
- 若林正恭（お笑いタレント、オードリー）
- 春日俊彰（お笑いタレント、オードリー）
- 青樹泉（元宝塚歌劇団月組男役）
- 松坂慶子（女優）
- 木内みどり（女優）中退
- 伊藤蘭（女優、元キャンディーズ）
- 吉田真希子（タレント、女優、料理研究家）
- 姿美千子（元女優）中退
- 田中千代（元女優）
- 大坂志郎（俳優）中退
- 篠田三郎（俳優）中退
- 中田博久（俳優）
- 塩沢兼人（声優）
- 水島裕（声優、タレント）
- 近石真介（声優、初代「フグ田マスオ」）
- 三波伸介（コメディアン）
- 赤羽健一　（お笑い芸人、サルゴリラ）
- 小森まなみ（声優、歌手、作家）
- 関清香（ファッションモデル）
- 菅原進（歌手、ビリーバンバン）
- 牧村泉三郎（俳優）
- 坂本英三（ミュージシャン）
- 安藤玉恵（女優）
- 立川志の彦（落語家）
- おのののか  (タレント、レースクイーン)
- 樋渡結依（アイドル、元AKB48）

### マスコミ・放送
- 越智正典（元日本テレビアナウンサー）
- 畠山智之（NHKアナウンサー)
- 山崎正（元テレビ朝日アナウンサー）
- 秋葉隆史（テレビディレクター）
- 用稲千春（フリーアナウンサー、プロ野球選手二岡智宏夫人）
- 有田直矢（株式会社サーチナ代表取締役社長）
- 深澤慶（フリーアナウンサー）
- 吉村真理子（フリーアナウンサー）
- 北嶋興（フリーアナウンサー）
- 河角直樹（テレビプロデューサー、東海テレビ所属）

## 交通
- JR中央線・東京メトロ丸ノ内線「荻窪駅」下車徒歩15分、JR中央線「阿佐ケ谷駅」下車徒歩15分
- 関東バス荻06・07系統：「日大二高前」下車